# 替代论坛

替代论坛标志

替代论坛（義大利語：ForumAlternativo，缩写为FA）是瑞士提契诺州的一个左翼政治组织。
该组织形成于2013年9月，正式成立于2018年9月26日。该组织与工会界和自雇界联系密切。该组织出版双月刊《笔记本》。在国内，该组织与团结、替代名单和瑞士劳动党保持着良好关系，还是智库网络思维的成员。在国际上，该组织是进步国际的成员。